# Breakup Song
Breakup Song — одиннадцатый студийный альбом американской инди-рок группы Deerhoof из Сан-Франциско (штат Калифорния). Он был выпущен 4 сентября 2012 года на лейбле Polyvinyl Record Co..

## Отзывы
| Совокупная оценка    | Совокупная оценка |
| Источник             | Оценка            |
| -------------------- | ----------------- |
| Metacritic           | 78/100            |
| Оценки критиков      |                   |
| Источник             | Оценка            |
| AllMusic             | [ 2 ]             |
| The A.V. Club        | B−                |
| BBC                  | (favorable)       |
| Beats Per Minute     | 81%               |
| Consequence of Sound | B                 |
| NME                  | [ 7 ]             |
| Pitchfork            | 7.2/10            |
| The Quietus          | (mixed)           |
| Tiny Mix Tapes       | [ 10 ]            |

Альбом получил положительные отзывы музыкальных критиков. Оценив альбом в 4 звезды из 5, критик AllMusic Хизер Фарес отметил, что «В музыкальном плане группа воспринимает название альбома буквально: почти каждый трек изобилует рваными текстурами и резкими контрастами. Deerhoof используют в этих песнях свои излюбленные приемы, такие как дикие сопоставления звука и настроения, но используют их гораздо смелее, чем в последнее время, превращая эти повороты в концентрированные взрывы чудаковатого поп-музыки, которые вызывают все большее привыкание при повторном прослушивании».

## Список композиций
Слова и музыка всех песен — Ed Rodriguez, Greg Saunier, John Dieterich и Satomi Matsuzaki.
| №   | Название                       | Длительность |
| --- | ------------------------------ | ------------ |
| 1.  | «Breakup Songs»                | 2:03         |
| 2.  | «There's That Grin»            | 3:19         |
| 3.  | «Bad Kids to the Front»        | 2:33         |
| 4.  | «Zero Seconds Pause»           | 2:51         |
| 5.  | «Mothball the Fleet»           | 3:15         |
| 6.  | «Flower»                       | 2:22         |
| 7.  | «To Fly or Not to Fly»         | 1:45         |
| 8.  | «The Trouble with Candyhands»  | 3:04         |
| 9.  | «We Do Parties»                | 3:02         |
| 10. | «Mario's Flaming Whiskers III» | 2:31         |
| 11. | «Fête d'Adieu»                 | 3:16         |